# Gheorghe Dabija
Gheorghe Dabija (n. 20 septembrie 1872, Iași – d. 1957, București) a fost unul dintre generalii Armatei României din Primul Război Mondial.
A îndeplinit funcția de comandant de divizie în campania anului 1918.

## Date biografice
Gheorghe Dabija s-a născut la 20 septembrie 1872, la Iași, la un an de la căsătoria părinților săi, Alexandru și Natalia.
Prima soție a fost Eugenia Moga. Din căsătoria cu aceasta a avut două fete, Margareta și Graziela. În martie 1916 a început divorțul, care a fost  întrerupt  în  august  1916,  din  cauza  izbucnirii războiului.  Procedurile  au fost reluate în 1919. În același an, fiicele au plecat la Paris devenind artiste și desfășurându-și activitatea sub numele de "Grety" și "Gazelle" în trupa poetului Jacques Prévert.
La 26 octombrie 1919, Gheorghe Dabija s-a recăsătorit cu Minerva, fostă Domșa, fiica  protopopului din Orăștie.
G.A. Dabija a devenit cunoscut ca un scriitor militar, fapt care, mai târziu, a condus la detenția în închisorile comuniste de la Jilava și Văcărești (8 august 1952-18 ianuarie 1955). Soția lui, Minerva  Dabija, a avut de înfruntat, după  moartea  soțului, interogatoriile și detenția comunistă (1959-1960) la Penitenciarele Jilava și Văcărești, apoi urmăririle – confiscarea casei.

## Cariera militară
După absolvirea școlii militare de ofițeri cu gradul de sublocotenent, Gheorghe Dabija a ocupat diferite poziții în cadrul unităților de infanterie sau în eșaloanele superioare ale armatei, cele mai importante fiind cele de șef de stat major al Corpului 3 Armată sau comandant al Regimentului 6 Infanterie „Mihai Viteazul”.
În perioada Primului Război Mondial a îndeplinit funcția de comandant al Diviziei 6 Infanterie, în perioada 4/17 februarie - 1/13 mai 1918 și comandant al Diviziei 2 Vânători în perioada 26 octombrie/9 noiembrie 1918 - 3/16 august 1919, distingându-se în bătăliile de la Mărăști și Oituz, în campania de eliberare a Transilvaniei și în lupta împotriva agresiunii Republicii Ungare a Sfaturilor (1919).

## Lucrări
- Metoda instrucției patrulelor mici de infanterie, de Sublocotenentul Gh. Dabija din Batalionul IV Vânători, Stabilimentul Grafic Miron Costin, Iași, 1895
- Instrucția practică a companiei de infanterie, de Căpitanul G. A. Dabija din Batalionul 9 Vânători, Institutul de Arte Grafice Carol Göbl, București, 1905
- Practica tragerii infanteriei, [de] Căpitanul G. A. Dabija, Stabilimentul grafic Albert Baer, București, 1907
- Cîmpuri de tragere, de Căpitanul G. A. Dabija, Stabilimentul grafic Albert Baer, București, 1908
- Eserciții pregătitoare de tragere, de Căpitanul G. A. Dabija, Institutul de Arte Grafice Eminescu, București, 1908
- Instrucția practică de luptă a trăgătorului, șirului, grupei și plotonului, [de] Căpitanul G. A. Dabijă. Cu o prefață de Domnul General M. Aslan. Tipărită cu aprobarea Statului major al armatei No. 3907 din 1908, Institutul de Arte Grafice Eminescu, București, 1909
- Dresaj sau educațiune?, de căpitanul G. A. Dabija, Tipografia Universală, Iancu Ionescu, București, 1910
- Program general pentru instrucția infanteriei. Tipărit cu aprobarea Statului Major al Armatei No. 4227/ 909, de căpitanul G. A. Dabija, Tipografia Universală, Iancu Ionescu, București, 1910
- Program pentru instrucția recruților. Tipărit cu aprobarea Statului Major al Armatei No. 4227/909, de Căpitanul G.A. Dabija, Tipografia Universală, Iancu Ionescu, București, 1910
- Cadrilaterul Bulgar, de Un Român [= Maiorul G. A. Dabija], Atelierele grafice Socec & Co., București, 1913
- Răsboiul Bulgaro-Turc din anul 1912-1913, [de] Lt. Colonel G. A. Dabija. (Cu 12 crochiuri și 13 oleate), Tipografia Universală, Iancu Ionescu, București, 1914
- Ofițerul de infanterie în campanie, [de] Colonel G. A. Dabija, Institutul de Arte Grafice Universala, București, 1916
- Amintirile unui atașat militar român în Bulgaria 1910-1913, Editura Universul, București, 1936
- Armata română în războiul mondial (1916 – 1918), vol. I-IV, Editura I. Hertz, București, 1936
- Războiul germano-polon, General G.A. Dabija, Editura Cartea Românească, București, 1940

În colaborare:
- Note asupra esercițiilor de manevră, de general Grigore Crăiniceanu și maior Gheorghe Dabija, București, 1909[10]
- Tracțiunea canină și adaptarea ei la mitralierele infanteriei, [de] Lt.-Colonel Gh. Dabija și Locot. Al. Orășanu din Batalionul II Vânători "Regina Elisabeta", Tipografia Universală, Iancu Ionescu, București, 1916

## Decorații
- Ordinul „Steaua României”, în grad de ofițer (1912)
- Ordinul „Coroana României”, în grad de ofițer (1907)
- Medalia „Avântul Țării” (1913)
- Crucea „Meritul Sanitar” (1914).[1]:p. 438